# Форселиус, Бенгт Готфрид

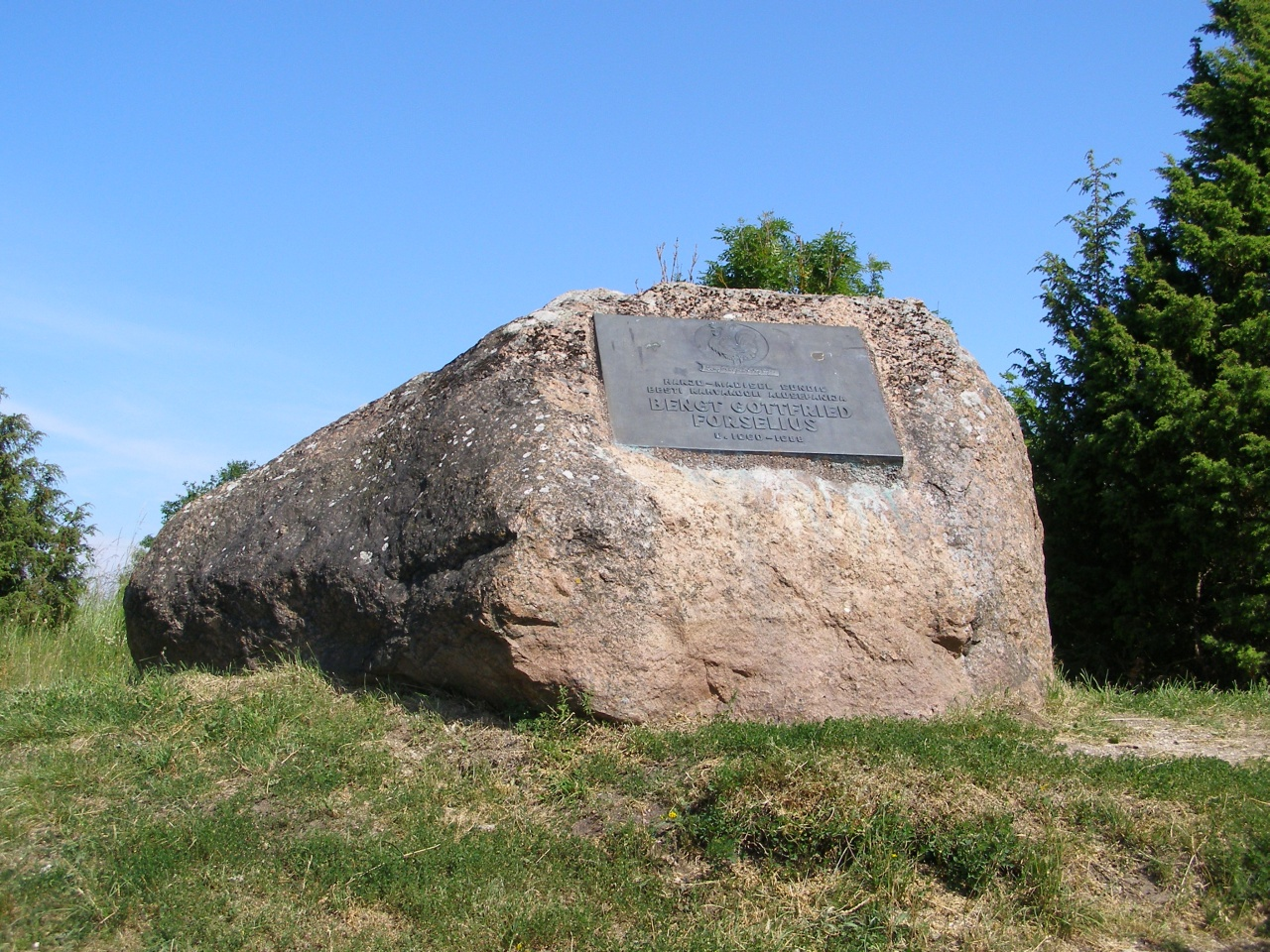
Мемориальный камень Бенгта Готфрида Форселиуса на его родине, Мадизе

Бенгт Готфрид Форселиус (ок. 1660, Мадизе, Харьюмаа, Шведская Эстляндия — 16 ноября 1688, Балтийское море) — педагог, один из основателей народного образования в Эстонии. Автор первого букваря на эстонском языке и создатель системы правописания, которая сделала проще обучение и изучение эстонского. Форселиус и Йохан Хорнунг положили начало реформированию эстонского литературного языка в конце XVII века. От некоторых немецких языковых конструкций пришлось отойти, была внедрена строгая система правописания, которая по-прежнему опиралась на немецкую орфографию.
Форселиус был шведом, родившимся в Эстонии. Его отец, пастор церкви Харью-Мадисе Иоганн Форселиус был родом Шведской Финляндии, таким образом в его семье были хорошо знакомы с прибалтийско-финскими языками. Форселиус говорил на хорошем эстонском языке, а также на шведском и немецком. Он получил свое первое образование в Таллинской (Ревельской) гимназии, затем окончил юридический факультет Виттенбергского университета в Германии.
В 1684 году, после возвращения в Эстонию, Форселиус основал первую учительскую семинарию в Епископской усадьбе неподалёку от Тарту (Дерпта), чтобы обучать эстонских учителей и кистеров. Курс длится в течение двух лет, с акцентом на быстрое чтение, религиозное обучение, немецкий язык, арифметику и переплётное дело. Форселиус ввёл новый метод преподавания, суть которого заключалась в том, что когда во время урока один ученик читал вслух, другие следовали за ним, вместо того чтобы оставаться безучастными. В 1686 году разработанный им букварь был введён в обиход в эстонских школах (до нашего времени ни один его экземпляр не сохранился).
К моменту смерти в 1688 году, Форселиус основал 38 школ с 800 учащимися в эстонских районах Шведской Ливонии и 8 школ с 200 учащимися в Шведской Эстляндии. Он утонул во время шторма по возвращении из Стокгольма, где только что был назначен инспектором Ливонских крестьянских школ с полномочиями открывать столько школ, сколько он считал нужным. Между 1687 и 1695 годами по указу шведских властей, государственные школы должны были быть созданы в каждом эстонском приходе.
К 1898 году 97 процентов населения Эстонии были грамотными.